# Worora

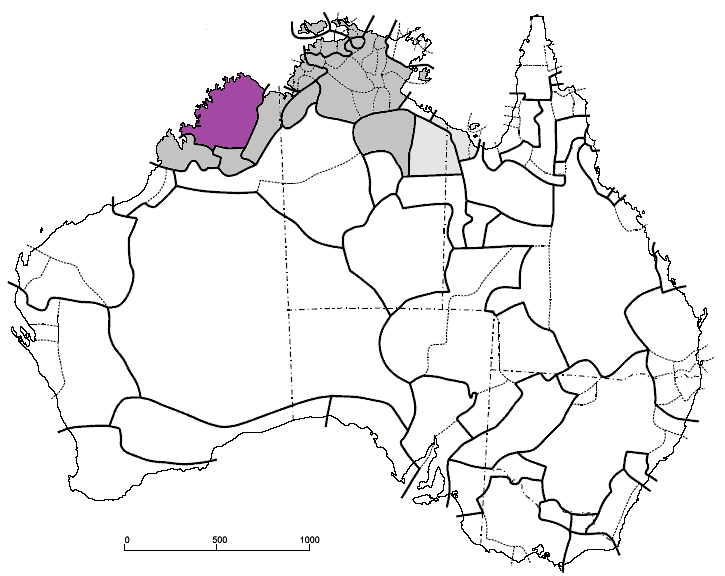

Worora (även worrorra eller worara) är ett utdöende australiskt språk. Worora talas i norra delen av Western Australia. Worora tillhör den wororanska språkfamiljen och språket har två dialekter: worora och yawjibaya.
Enligt Australiens folkräkning 2016 talade bara sju personer worora. Enligt Unesco fanns det bara fyra talare 2017.
Worora har ett system av olika gester, en form av teckenspråk, som lokala folket har använt för att beskriva släktskapstermer.
Språket klassificeras som ett döende språk. Det finns inga talare som skulle använda worora som sitt huvudspråk.

## Fonologi

### Konsonanter
|             | Bilabial | Alveolar | Retroflex | Palatal | Velar |
| ----------- | -------- | -------- | --------- | ------- | ----- |
| Klusil      | p        | t        | ʈ         | c       | k     |
| Nasal       | m        | n        | ɳ         | ɲ       | ŋ     |
| Lateral     |          | l        | ɭ         | ʎ       |       |
| Tremulant   |          | r        |           |         |       |
| Approximant | w        |          | ɻ         | j       |       |

Källa:

### Vokaler
|           | Främre | Central | Bakre |
| --------- | ------ | ------- | ----- |
| Sluten    | i      |         | u     |
| Halvöppen | e      |         | o     |
| Öppen     |        | a       |       |

Källa: